# Schmidgaden

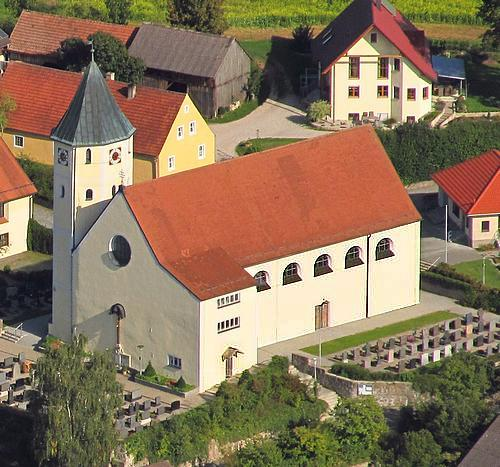
Schmidgaden

Schmidgaden – miejscowość i gmina w Niemczech, w kraju związkowym Bawaria, w rejencji Górny Palatynat, w regionie Oberpfalz-Nord, w powiecie Schwandorf. Leży około 10 km na północ Schwandorfu.

## Dzielnice
W skład gminy wchodzą następujące dzielnice: Rottendorf, Schmidgaden, Trisching, Gösselsdorf.

## Demografia
| Rok  | Liczba mieszk. |
| ---- | -------------- |
| 1970 | 2 265          |
| 1987 | 2 421          |
| 2000 | 2 782          |

## Oświata
(na 1999)

W gminie znajduje się 75 miejsc przedszkolnych (107 dzieci) oraz szkoła podstawowa (17 nauczycieli, 291 uczniów).